# Paul Robien
Paul Robien (* 2. September 1882 in Friedenshof, Kreis Bublitz; † vermutlich November 1945 in Stettin; eigentlich Max Hermann Paul Ruthke) war ein deutscher Ornithologe, linksgerichteter Naturschützer und Umweltaktivist, der sich selbst als „Naturrevolutionär“ bezeichnete. Seine Kritik an Militarismus, Industrialisierung und besonders der Naturzerstörung in der Zeit der Weimarer Republik machten ihn zum Vordenker der Ökosozialisten und der Radikalökologen in der „grünen“ Bewegung in Deutschland.

## Familie
Er war Sohn der unverheirateten Johanne Therese Ruthke (später Lajewski, 1859–1940) und wurde am 22. Oktober 1882 im Beisein der Zeugen Gustav Martzke, Albertine Wilhelmine Krause (geb. Ruthke) und August Keller evangelisch getauft. Mit seiner, 1908 geheirateten Ehefrau, Emma Helene Berta (geb. Wendland, 1885–1918) bekam Robien zwei Söhne, Paul Ruthke (jun.) am 29. Juni 1908, welcher sich im Laufe seines Leben ebenfalls der Ornithologie widmete und Kurt Georg Albert, welcher am 7. August 1910 nach nur etwa 4 Monaten verstarb. Emma verstarb am 3. Februar 1918, vermutlich an einer Blutvergiftung durch eine Tuberkulose, im Krankenhaus Hohenkrug bei Stettin. Am 25. Oktober 1926 heiratete er die Lehrerin Eva Käthe Rosa Auguste (geb. Windhorn, 1899–1945) und verbrachte mit ihr die letzten Jahre seines Lebens.

## Leben
Nachdem Paul Robien die Volksschule in Stettin beendet hatte, verbrachte er seine Jugend in ärmlichen Verhältnissen. Er wurde Schiffsheizer und Seemann und besuchte so die USA, Mittelamerika, Indien sowie mehrere europäische Länder. Als Marinesoldat kämpfte er gegen den Herero-Aufstand in Deutsch-Südwestafrika. Der Erste Weltkrieg polarisierte seine politischen Ansichten und machte ihn zum Pazifisten. Schon früh erwachte sein Interesse für die Natur. Autodidaktisch brachte er sich naturwissenschaftliche Kenntnisse bei und betrieb anschließend systematisch Ornithologie. Nach mehreren seelischen Krisen in der Zeit des Krieges und Arbeitslosigkeit fand er eine Anstellung am Stettiner Naturmuseum. Anfang der 1920er wurde Robien politisch aktiv: Zunächst warb er bei den Gewerkschaften um Unterstützung für die „Siedlungs-Aktion“. Anschließend versuchte er die Siedler- und andere Lebensreformbewegungen sowie die Arbeiterbewegung für seine „Naturrevolution“ zu gewinnen. Er lebte seine Ideale vor und errichtete mit einigen Gesinnungsgenossen eine Naturwarte auf der Mönne, einer sumpfigen Insel in der Odermündung und dem Dammschen See zwischen Stettin und Altdamm, dem heute polnischen Stettiner Stadtteil Dabie. Nachdem er für seine „Naturrevolution“ keine Unterstützung fand und angesichts der Machtergreifung der Nationalsozialisten 1933, widmete er sich nun in der Abgeschiedenheit seiner Naturwarte vorwiegend dem Naturschutz. Paul Robien und seine Lebensgefährtin Eva Windhorn weigerten sich trotz der heranrückenden Ostfront, die Naturwarte aufzugeben. Sie wurden vermutlich von sowjetischen Soldaten Ende 1945 auf der Insel Mönne ermordet, in deren unmittelbarer Nähe die Rote Armee den unvollendeten Flugzeugträger Graf Zeppelin erobert und die umliegenden Gebiete zu einer Sonderzone erklärt hatte. Die sterblichen Überreste der beiden wurden nie gefunden. Das Gebäude seiner Naturschutzstation samt umfangreicher ornithologischer Sammlung wurde zerstört. An ihn und seine Station erinnert heute in polnischer Sprache eine Gedenktafel, die 1995 auf den Fundamenten seiner Naturwarte enthüllt wurde.

## Wirken

### Die Anfänge
Sein politisches Wirken begann 1919 mit antimilitaristischen Protestbriefen an den Reichswehrminister, den Chef der Heeresleitung und die Vertreter der Entente. Er klagte die ausbleibende deutsche Abrüstung an, die im Friedensvertrag von Versailles vereinbart war. Robiens Antimilitarismus brachte ihn in die Nähe der Weimarer anarchistischen Arbeiterbewegung, in deren Blatt „Der freie Arbeiter“ er seine politischen Überzeugungen in Aufsätzen von 1920 bis 1925 veröffentlichte. Angesichts des Hungers und der Inflation im Anschluss an den Ersten Weltkrieg wurde er zum Verfechter der Landnahme und Selbstversorgung durch die Arbeiter. In dem Zusammenhang traf er auf den Gartenarchitekten Leberecht Migge, mit dem er in Worpswede im Januar 1921 die erste „deutsche Siedlungskonferenz“ mit dem Ziel veranstaltete, einen Aktionsplan zur „Sicherstellung und Ernährung aller produktiv Schaffenden“ zu beraten. Eine „grüne“ Revolution auf dem Lande wurde angestrebt. Da Robiens Meinung nach Migges Konzept einer „grünen Siedlung“ nicht radikal genug für den Naturschutz eintrat, stellte er sein Konzept der Naturschutzsiedlung als Konterpart.

### Werben um ein rot-grünes Bündnis für die „Naturrevolution“
Dem Marxismus warf Robien Blindheit gegenüber den Belangen der Natur vor und propagierte den linken radikalen Naturschutz unter der Arbeiterbewegung. Dem Klassenkampf setzte er einen ökologischen Kampf vor: „Wir kennen nur einen Krieg, einen Krieg des Kosmosmenschen gegen den das Gleichgewicht in der Natur in blinder Vermessenheit störenden Kulturmenschen, einerlei, unter welcher Maske er sich verbirgt, einen Krieg der Reinen, Aufrechten, gegen die Brunnenvergifter, die nur die Luft verpesten, uns foltern mit teuflischen Geräuschen, uns auf Schritt und Tritt quälen bis zur Verzweiflung. Alle sonstigen Ideale: Befreiung der Arbeiterklasse, der materiellen, die Natur bis auf den letzten Rest verderbenden Masse erscheinen uns, weil falsch und kurzsichtig, nichtig.“ Die Gewerkschaften reagierten mit Unverständnis oder Ablehnung auf die grundsätzliche „grüne“ Kritik Robiens an Konsumorientiertheit, Wachstumsglauben, Technik- und Industriegläubigkeit. Zudem wurde ihm die Zusammenarbeit mit „Der freie Arbeiter“ gekündigt, nachdem er wiederholt antisemitische Artikel verfasste, in denen er den Juden die Schuld am Scheitern der „Naturrevolution“ gab, sei es in ihrer vermeintlichen Rolle als Industriekapitalisten oder naturblinde Klassenkämpfer. Es wurde jedoch überliefert, dass er während des Zweiten Weltkriegs polnische Juden auf der Mönne versteckte und ihnen schließlich zur Flucht verhalf.

### Werben um die Unterstützung seitens alternativer sozialer Bewegungen
Erfolglos kämpfte er ebenfalls um Unterstützung für die Verwirklichung seiner „grünen“ Ideen seitens der vielfältigen Lebensreformbewegungen, deren Vertreter er 1922 zu einem Naturschutz-Kongress nach Berlin einlud. Vor 200 Anwesenden hielt er einen Vortrag über seine Vision von einem Netzwerk von Naturwarten und Naturschutzreservaten. So soll „Jeder Kreis ein Schutzgebiet freigeben. An den Rändern der Gebiete sollen Naturwarten und Siedlungen als Ernährungsbasis für die Beobachter und Schützer, Leiter und Schüler errichtet werden“; „Die Naturwarten sollen wissenschaftliche Beobachtungsstationen sein, der Leiter der Warte muß selber Wissenschaftler sein von einigen Schülern umgeben, die er zu gleicher Aufgabe heranbildet. […]Das kapitalistische System ist insofern ausgeschaltet, als die Wärter kein Gehalt beziehen, sondern ihren Unterhalt durch ihrer Hände Arbeit einen Stückchen Gartenland abgewinnen, und die Warten weder durch Kauf noch Pacht erworben, sondern vom Staat als Volkseigentum zur Verfügung gestellt werden sollen. Die Naturwarten sind also nicht nur Zufluchtstätten für die bedrängte Tier- und Pflanzenwelt, sondern sie bieten auch dem nach Gesundung, nach Einheit mit der Natur zurückstrebenden Teil der Menschheit die einzige Möglichkeit, sich reinzuhalten von den physischen und moralischen Giften der Kultur, denen Herren und Knechte, Ausbeuter wie Ausgebeutete, nicht mehr entsagen können noch wollen.“ Sein Vortrag wurde verhalten aufgenommen. Zu fremd war den Teilnehmern die Idee des Naturschutzes von linker politischer Position her. Eine Siedlergruppe im Kölner Raum versuchte die Idee der Naturwarte zu verwirklichen, ebenso wurde sie von den französischen Neo-Naturien aufgegriffen.

### Realisierung der Ideale
Das einzig sichtbare Ergebnis der Konferenz blieb allein die Errichtung einer ersten Naturwarte durch Robien selbst im Mai 1922 auf der Mönne. Die sumpfige Insel gehörte der Stadt Stettin, doch eine Landbesetzung lag nicht vor: Lokale Regierungsvertreter stellten ihm ein Wohnschiff samt zwölf Morgen Gartengrund zur Verfügung. 1926 wurde mit staatlicher Hilfe ein festes Stationshaus gebaut, das zu einem der beliebtesten Ausflugsziele der Bevölkerung aus dem Stettiner Raum avancierte. Robien fiel dabei die Rolle eines ökologischen Aufklärers der Stadtmenschen zu. Die Errichtung weiterer geplanter Dauerstationen entlang der Pommerschen Küste sowie die von ihm angeregte internationale Vernetzung von Naturschutzstationen und -gebieten scheiterte am Widerstand der naturschutzfeindlichen Behörden und an der politischen Wende 1933. Seinen Plänen, gemeinsam mit seinem Sohn eine umfassende Darstellung der Vögel Pommerns zu verfassen, setzte der Einmarsch der Roten Armee in Pommern 1945 ein Ende.

## Erbe

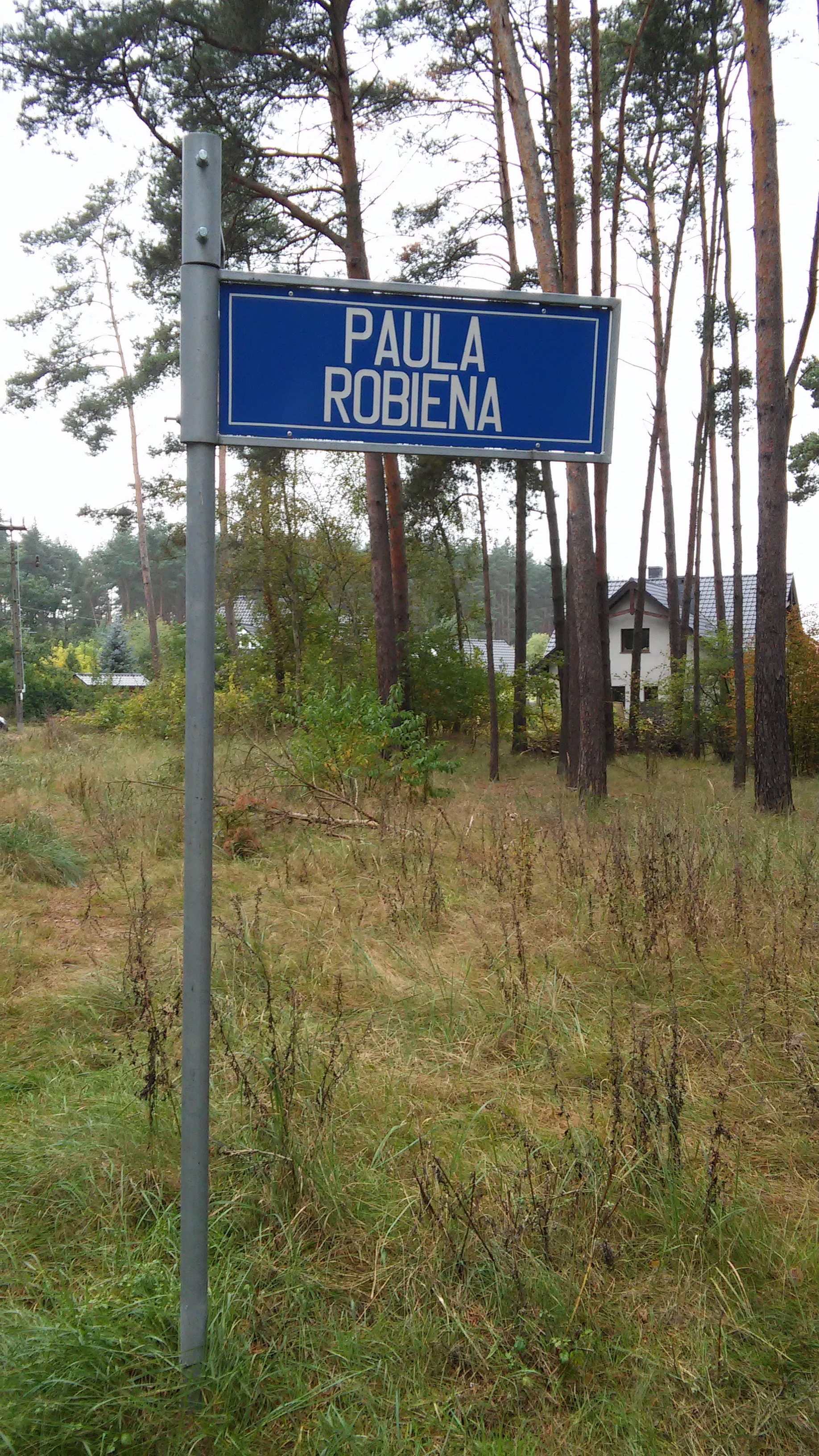
Paul-Robien-Straße in Stettin (Stadtteil Sławociesze)

Paul Robien, der bereits 1929 auf die Gefahren des Schwundes an Artenvielfalt, der Ölverseuchung der Meere, die Vergiftung der Wälder und des drohenden Weltuntergangs durch einen Atomkrieg hinwies, war seiner Zeit weit voraus. Bis heute sind viele seiner Anschauungen und Vorahnungen aktuell und lesen sich wie das Parteiprogramm der Grünen. Teile seiner naturkundlichen Aufzeichnungen, die 1947 von polnischen Naturwissenschaftlern aus den Ruinen der Naturwarte Mönne gerettet werden konnten, befinden sich heute im Museum des Instituts für Zoologie der Polnischen Akademie der Wissenschaften in Warschau. Im heutigen Pommern wird er als Pionier der Umweltbewegung von polnischen Umwelt- und Naturschützern verehrt.
Im September 1995 fand in Stettin ein deutsch-polnisches Symposium zum 50. Todestag von Paul Robien statt. Hierbei wurde auf der noch erhaltenen Treppe zu seiner zerstörten Naturschutzstation auf der Insel Mönne (poln. Sadlińskie Łąki) ein Gedenkstein gesetzt.

## Schriften
Es finden sich zahlreiche Aufsätze Robiens in Der Syndikalist (1921) sowie in „Der freie Arbeiter“ (1920–1925), in denen er seine politischen Ansichten publiziert und über die Naturwarte Mönne berichtet. Außerdem:
- Artikel in Gefiederte Welt 1913:
  - S. 70–71: Überwinternde Zugvögel und andere Merkwürdigkeiten. [Beobachtungen aus Stettins Umgebung. Überwinternd: Rotkehlchen, Wiesenpieper, Feldlerche, Heidelerche, Rohrammer, weiße Bachstelze; merkwürdig: Misteldrossel, Gebirgsstelze, Merlin.]
  - S. 199: Opfer der Schneestürme und Überlandzentralen
  - S. 333–334; S. 350–351: Die Ornis in und um Stettin [ungefähr 125 Arten; u. a. Erlenzeisige als Brutvögel, Gimpel in der Buchheide Brutvogel, Girlitze Ende Februar ein kleiner Trupp, Waldwasserläufer auf den Wiesenflächen, Haselhühner (1).]
- Die Opfer der Überlandzentrale, 1913 [längerer Aufsatz, auch Aufzählung der tot aufgefundenen Vögel.]

- Artikel in Die Aktion 1920:
- Hans Paasche, X. Jahr, Nr. 35/36, 1920-09-04, Sp. 490–492 [über die Ermordung Hans Paasches.]

- Paul Robien: „Siedlungs-Aktion“, „Auf zur Tat!“, „Arbeitsfreude“. In: Neubau für eine freie Erde. R. Cerny, Wien 1921.
- Paul Robien: Die Vogelwelt des Bezirks Stettin. Saunier / Stettiner Volkshochschule, Stettin 1923.
- Paul Robien: Unter gefiederten Freunden. Fischer & Schmidt, Stettin 1926.